# Шапошников, Сергей Иосифович
Серге́й Ио́сифович Ша́пошников (8 марта 1923, Петроград, РСФСР, СССР — 22 июня 2021, Москва) — советский футболист (нападающий) и футбольный тренер. Главный тренер ЦСКА (1966—1967, 1979, 1983, 1987—1988). Мастер спорта СССР (1964), Заслуженный тренер СССР (1990), Заслуженный тренер УССР (1964).

## Биография
Участник Великой Отечественной войны. Призван в 1942 году Балашовским РВК Саратовской области. Лейтенант 1-й армии 1-го Дальневосточного фронта.
С 1944 года — инструктор военно-физкультурного отделения Армейского Дома Красной Армии.
Участвовал в боях с японцами с 9 по 16 августа 1945 г. Войну окончил в звании капитана.
Награждён медалями: «За боевые заслуги» и «За победу над Германией в Великой Отечественной войне 1941—1945 гг.», медалями СССР и РФ.
Подполковник запаса. Жил в Москве с женой Надеждой Александровной. До 88 лет работал консультантом московской футбольной команды «Ника». С 2011 года — на пенсии. Был членом Президиума «Совета ветеранов спорта ЦСКА».
Скончался 22 июня 2021 года.

## Спортивная карьера

### В качестве футболиста
- ЦДКА Москва (1947—1948)

### В качестве тренера
- Главный тренер команды СКВО Одесса (август 1952—1960)
- Главный тренер СКА Львов (1961—1965)
- Главный тренер ЦСКА (1966—1967, 1979, 1983, 1987—1988)
- Главный тренер команды «Черноморец» Одесса (1968—1970)
- Главный тренер «Нистру» Кишинёв (1972)
- Главный тренер клуба «Кайрат» Алма-Ата (1972)
- Главный тренер клуба «Таврия» Симферополь (1974—1977)